# Rotraud Hansmann
Rotraud Hansmann (* 1. März 1939 in Graz) ist eine Opernsängerin (Sopran).

## Leben
Hansmann erlernte als Kind Violine bei Hans Kortscha und Klavier, bevor sie am Konservatorium in Graz Gesang bei Maria Salmar sowie in Amsterdam bei Paula Salomon-Lindberg, die sie als ihre prägende Lehrerin bezeichnet, studierte, und an Sommerkursen am Mozarteum in Salzburg teilnahm. Rotraud Hansmann debütierte 1958 als zweiter Knabe in Mozarts Die Zauberflöte am Opernhaus Graz. Danach sang sie regelmäßig in Amsterdam sowie 1963 bei den Bregenzer Festspielen.
1963 erhielt sie, gerade 24-jährig, den MOZARTpreis beim Internationalen Gesangwettbewerb der Stadt Wien. Zwischen 1964 und 1967 war sie Mitglied der Deutschen Oper am Rhein, sang beim Festival van Vlaanderen und beim Festival in Dubrovnik und bei den Wiener Festwochen. 1966 gewann Rotraud Hansmann beim Concours Reine Elisabeth in Brüssel den nur einmal vergebenen Mozart-Preis sowie die Lilli-Lehmann-Medaille.
Besonders auf dem Gebiet der Alten Musik war Rotraud Hansmann als Solistin aktiv und war in Berlin, Brüssel, Hamburg, Paris, Stockholm, Sydney und Wien tätig. Unter der Leitung von Nikolaus Harnoncourt sang sie in Ersteinspielungen mit historischen Instrumenten die Sopran-Partien in Bachs Kaffeekantate und der Bauernkantate sowie dessen h-Moll-Messe, 1968, in der Marienvesper 1966, und den drei Monteverdi-Opern L’Orfeo, Il ritorno d’Ulisse in patria sowie in L’incoronazione di Poppea 1968–1973. Weiter sang sie mit dem ORF Radio-Symphonieorchester Wien die Partie der Marzelline in Beethovens Urfassung des Fidelio zusammen mit Gwyneth Jones, Theo Adam, James King u. a.
Rotraud Hansmann war von 1976 bis 2007 Professorin am Institut für Gesang an der Universität für Musik und darstellende Kunst Wien. Zu ihren Schülerinnen und Schülern gehörten u. a. Theresa Grabner (Sopran), Yasushi Hirano (Bass-Bariton), Jan Petryka (Tenor) sowie Martin Achrainer (Bariton). Außerdem war Rotraud Hansmann Gesangspädagogin an der Hochschule für Musik und Darstellende Kunst Frankfurt am Main in den Jahren 1985–1988.